# Caroline Alice Elgar

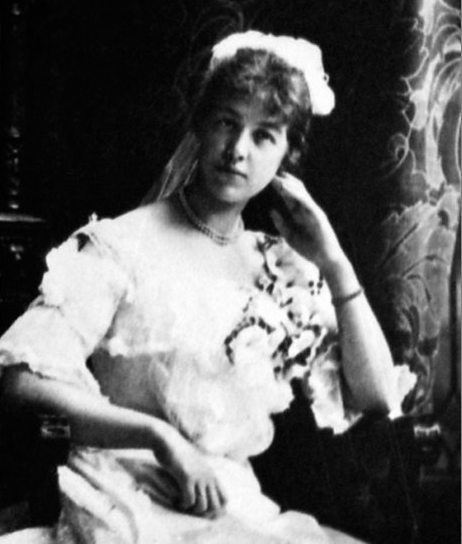
Caroline Alice Elgar geb. Roberts

Caroline Alice Elgar, geb. Roberts (* 9. Oktober 1848 in Bhuj, Gujarat, Indien; † 7. April 1920 in Hampstead, England) war eine britische Schriftstellerin und verheiratet mit dem Komponisten Edward Elgar.

## Leben
Caroline Alice Roberts war das jüngste Kind und die einzige Tochter des General-Majors Sir Henry Gee Roberts KCB (1800–1860) und Julia Maria Raikes (1815–1887). Sie stammte aus einer angesehenen Familie: Mütterlicherseits war ihr Großvater der Rev. Robert Napier Raikes, ihr Urgroßvater Robert Raikes (1736–1811) war der Begründer der Sonntagsschulbewegung, und ihr Onkel war der General der britischen Indianerarmee Robert Napier Raikes (1813–1909). Dank der sozial gehobenen Position ihrer Familie erhielt sie als Mädchen und junge Frau eine umfassende Bildung und studierte unter anderem Klavier bei Ferdinand Kufferath in Brüssel und Harmonielehre bei Charles Harford Lloyd. Sie sprach fließend Deutsch, Italienisch, Französisch und Spanisch.
Im Jahr 1882 veröffentlichte sie ihr erstes schriftstellerisches Werk, den zweibändigen Roman Marchcroft Manor. Seit dem Jahr 1886 erhielt sie Klavierunterricht von Edward Elgar, ihrem späteren Ehemann. Ihre Familie war jedoch gegen eine Heirat, da Elgar zu der Zeit als freischaffender und unbekannter Komponist nicht ihren Standeserwartungen entsprach.
Das Paar heiratete dennoch im Jahr 1889 und bekam eine Tochter: Carice (1890–1970). Caroline Alice unterstützte und beförderte in den folgenden Jahren maßgeblich die Karriere ihres Mannes. Als „Managerin“ und Sekretärin verschaffte sie ihm die nötigen sozialen Kontakte. Als er 1904 in den Ritterstand erhoben wurde, wurde sie Lady Elgar.
Sie arbeitete weiterhin auch als Schriftstellerin und veröffentlichte ihre Werke, einige Gedichte wurden von ihrem Ehemann vertont wie z. B.The Wind at Dawn, Oh Happy Eyes oder The Snow. Zahlreiche weitere Werke von ihr inspirierten ihren Ehemann zu seinen heute bekanntesten Kompositionen.
Caroline Alice starb im Alter von 71 Jahren an Lungenkrebs in ihrem Haus Severn House in 42 Netherhall Gardens in Hampstead.

## Werke (Auswahl)
Gedichte
- „Fly, Singing Bird“ (vertont durch Edward Elgar, op. 26 Nr. 2)
- „From the Bavarian Highlands“ (op. 27)
- „A Christmas Greeting“ (op. 52)
- „The King's Way“

Fiction
- Isabel Trevithoe (The Charing Cross Publishing Co., 1879)
- Marchcroft Manor (Remington & Co., New Bond St., London, 1882)
- Kurzgeschichten in der Zeitschrift Home Chimes

Übersetzungen
- Übersetzung aus dem Deutschen von E. T. A. Hoffmanns Kurzgeschichte Ritter Gluck (London Society, a Monthly Magazine, Mai 1895)